# Calyptothecium subhumile
Calyptothecium subhumile là một loài rêu trong họ Pterobryaceae. Loài này được Broth. mô tả khoa học đầu tiên năm 1904.